# Carita Järvinen

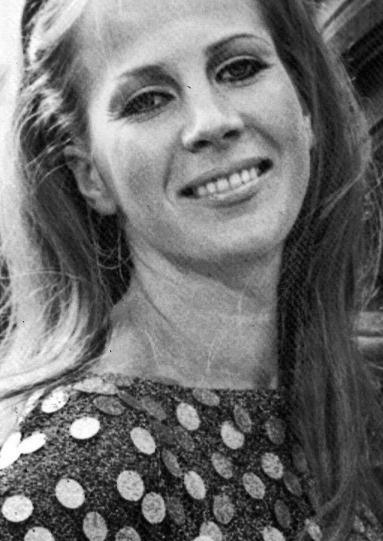
Carita Järvinen år 1966.

Carita Järvinen (artistnamn Carita), född 20 maj 1943 i Sibbo i Finland, död 29 januari 2022 i Issy-les-Moulineaux i Frankrike, var en finlandssvensk fotomodell och skådespelare, bosatt i Frankrike och Sverige.
Carita Järvinen inledde sin modellkarriär i Finland vid slutet av 1950-talet, varpå hon reste till Paris för att söka arbete som mannekäng hos modeskaparen Coco Chanel. Hon bestämde sig dock för att satsa helt på fotomodellarbetet för de stora modetidningarna i främst Paris, London och New York. Hon blev en framstående modell för bland andra Coco Chanel, Yves Saint Laurent och Karl Lagerfeld under 1960- och 1970-talen. Hon erbjöds en roll i den franska filmen Lemmy pour les dames 1962, vilket ledde till huvudrollen som Drottning Salina i den brittiska storfilmen Blodshämnd (The Viking Queen) av Hammer Film Productions 1967.
Hon bosatte sig sedan i Paris, och sedan 1960-talet även i en gammal kulturminnesgård i Järvsö i Hälsingland, där hon också drev ett projekt för miljöskydd i Norrland, Protect Natura 2000. Hennes stora samling designkläder visades emellanåt upp i olika museiutställningar och andra sammanhang. Våren 2009 medverkade hon i SVT:s Kobra om Coco Chanel och i Antikrundan 29 januari 2015 visades ett reportage om henne.